# Raymonde de Laroche
Raymonde de Laroche (22. srpna 1882 – 18. července 1919), původním jménem Élisa Léontine Deroche, byla francouzská pilotka a první žena na světě, která získala pilotní licenci.

## Mládí
Élisa Léontine Deroche se narodila v Paříži v rodině instalatéra. V dětství se zajímala o sport, v pozdějším věku o motocykly a automobily. Jako mladá žena se stala herečkou a začala používat pseudonym Raymonde de Laroche. Zájem o letectví v ní vzbudil předváděcí let Wilbura Wrighta roku 1908 v Paříži. Osobně se seznámila s několika piloty. Jedním z nich byl Léon Delagrange, umělec, který se později stal pilotem. Je pokládán za otce jejího syna Andrého. De Laroche se rozhodla také aktivně zapojit do letectví.:s.9–10

## Působení v letectví

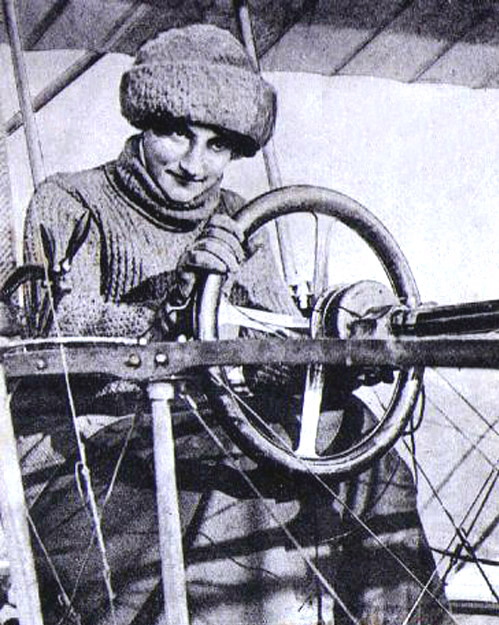
Raymonde de Laroche ve svém letounu Voisin (1909)

V říjnu 1909 de Laroche požádala svého přítele, pilota a výrobce letadel Charlese Voisina, aby ji naučil létat. 22. října 1909 odjela na základnu bratří Voisinů v Châlons, 140 km na východ od Paříže. Voisinův letoun byl jednomístný, takže de Laroche ho ovládala sama a Voisin jí ze země dával instrukce. Poté, co zvládla pojíždění po letišti, vzlétla a uletěla vzdálenost 270 m.:s.11–13 Její let je často označován jako první let ženy v letadle těžším než vzduch; existují důkazy, že dvě další ženy, P. Van Pottelsberghe a Thérèse Peltier, letěly v předchozím roce s Henri Farmanem a Delagrangem jako cestující, ale nikoliv jako pilotky.
V roce 1953 letecký novinář Harry Harper napsal, že před svým slavným letem vzlétla jednou jako cestující při krátkém skoku do vzduchu. Harper dále uvedl, že když poprvé usedla za řízení letounu, Charles Voisin jí výslovně zakázal pokus o vzlet a povolil pouze pojíždění po letišti. Poté, co dvakrát přejela přes letištní plochu, odstartovala a letěla „deset až patnáct stop vysoko“, letoun ovládala s „chladnou, rychlou přesností“.
I když Gabriel Voisin napsal: „... můj bratr (byl) zcela pod jejím vlivem“, historka o de Laroche jako o svéhlavé ženě, která vzlétla po nepatrné přípravě a proti Voisinově vůli téměř jistě romantizuje to, co skutečně proběhlo. Britský letecký časopis Flight týden po vzletu uvedl: „Po určitou dobu baronka brala lekce od M. Chateaua, Voisinova instruktora v Chalons, a minulý týden v pátek byla poprvé schopna vzlétnout. Tato počáteční cesta do vzduchu byla velmi krátká a terra firma byla znovu dosažena po 300 yardech.“ Flight byl také zodpovědný za uvedení titulu baronka v jejím jméně, i když nebyla šlechtického původu.:s.9 Flight dále napsal, že další den dvakrát obletěla letištní plochu, „zatáčky prováděla se suverénní lehkostí. Během tohoto letu, dlouhého asi čtyři míle, vanul silný nárazový vítr, ale po prvních dvou zatáčkách, řekla baronka, jí to nevadilo, neboť měla stroj zcela pod kontrolou.“
Dne 8. března 1910:s.14 de Laroche jako první žena na světě získala pilotní licenci, když francouzský aeroklub vydal její pilotní průkaz FAI číslo 36.

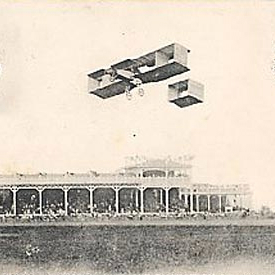
Dvouplošník Voisin, pilotovaný de Laroche, na letecké přehlídce v Remeši (1910)

De Laroche se zúčastnila leteckých přehlídek v Heliopoli v Egyptě, stejně jako v Petrohradě, Budapešti a Rouenu. Během přehlídky v Petrohradě jí osobně blahopřál car Mikuláš II. Zde byla opět představena jako „baronka“ de Laroche. Od té doby byl titul běžně používán.:s.16
V červenci 1910 se účastnila týden trvající letecké přehlídky v Remeši. 8. července se svým letounem havarovala a utrpěla tak vážná zranění, že o jejím zotavení byly pochybnosti. Po dvou letech ale byla schopna se opět vrátit k létání. 26. září 1912 havarovala v automobilu společně s Charlesem Voisinem. Voisin nehodu nepřežil a de Laroche byla těžce zraněna.
Dne 25. listopadu 1913 de Laroche získala cenu francouzského aeroklubu Coupe Femina za dálkový let bez mezipřistání v trvání více než čtyři hodiny.
Během první světové války, kdy bylo létání považováno za příliš nebezpečné pro ženy, sloužila jako vojenská řidička a přepravovala důstojníky ze zázemí na frontu.:s.20
V červnu 1919 získala dva ženské výškové rekordy, jeden z nich činil 4800 metrů, a také ženský dálkový rekord 323 km.:s.21

## Smrt
Dne 18. července se de Laroche, která plánovala stát se první zkušební pilotkou, na letišti v Le Crotoy zúčastnila letu experimentálního letounu (není známo, jestli ho pilotovala, nebo letěla jen jako cestující). Při přiblížení na přistání letoun prudce poklesl a havaroval. De Laroche i druhý člen osádky při nehodě zahynuli.